# Mariya Vinogradova
Mariya Vinogradova (16 de marzo de 1994) es una deportista rusa que compitió en tiro con arco, en la modalidad de arco compuesto.
Ganó una medalla en el Campeonato Mundial de Tiro con Arco en Sala de 2016, dos medallas en el Campeonato Europeo de Tiro con Arco al Aire Libre de 2016 y dos medallas en el Campeonato Europeo de Tiro con Arco en Sala, en los años 2015 y 2017.

## Palmarés internacional
| Campeonato Mundial en Sala       | Campeonato Mundial en Sala | Campeonato Mundial en Sala | Campeonato Mundial en Sala |
| Año                              | Lugar                      | Medalla                    | Prueba                     |
| -------------------------------- | -------------------------- | -------------------------- | -------------------------- |
| 2016                             | Ankara (Turquía)           | Medalla de plata           | Equipo                     |
| Campeonato Europeo al Aire Libre |                            |                            |                            |
| Año                              | Lugar                      | Medalla                    | Prueba                     |
| 2016                             | Nottingham (Reino Unido)   | Medalla de plata           | Equipo                     |
| 2016                             | Nottingham (Reino Unido)   | Medalla de bronce          | Individual                 |
| Campeonato Europeo en Sala       |                            |                            |                            |
| Año                              | Lugar                      | Medalla                    | Prueba                     |
| 2015                             | Koper (Eslovenia)          | Medalla de oro             | Equipo                     |
| 2017                             | Vittel (Francia)           | Medalla de bronce          | Equipo                     |